# Barragem de Villalcampo
A albufeira, a central e a barragem de Villalcampo (também conhecida como salto de Villalcampo) são uma obra de engenharia hidroeléctrica construída no curso meio do rio Douro, na zona conhecida como as Arribas do Douro, uma profunda depressão geográfica. A barragem está situada a 6 km do concelho de Villalcampo, na província de Zamora, Castela e Leão.
Faz parte do sistema Saltos do Duero junto com as infraestruturas instaladas em Aldeiadávila,  Almendra, Castro, Ricobayo e Saucelle.